# Katerina Badzeli
Katerina (Ekaterini) Badzeli, gr. Κατερίνα (Αικατερίνη) Μπατζελή (ur. 25 maja 1958 w Atenach) – grecka ekonomistka, polityk, posłanka do Parlamentu Europejskiego VI kadencji, od 2009 do 2010 minister rolnictwa.

## Życiorys
W 1981 ukończyła ekonomię na Uniwersytecie Ateńskim. W 1984 została absolwentką Wolnego Uniwersytetu Brukselskiego.
Odbyła staż w Radzie Europy, pełniła funkcję asystenta w Grupie Socjalistycznej w Parlamencie Europejskim, później (1989–1993) wchodziła w skład gabinetu politycznego greckiego komisarza. Po powrocie do kraju zajmowała stanowisko sekretarza generalnego jednego z wydziałów resortu rolnictwa. Następnie była wiceprzewodniczącą rady naukowej Instytutu Studiów Strategicznych i Rozwoju im. Andreasa Papandreou (od 1996 do 2004). Od połowy lat 90. pełniła różne funkcje w Panhelleńskim Ruchu Socjalistycznym, współpracowała także z krajowymi zrzeszeniami rolnymi i organizacjami spółdzielców.
W 2004 została wybrana do Parlamentu Europejskiego z listy PASOK. W PE przystąpiła do frakcji socjalistycznej. Pracowała w Komisji Rolnictwa i Rozwoju Wsi oraz w Komisji Kultury i Edukacji (od 2007 jako jej przewodnicząca). W PE zasiadała do 2009.
W tym samym roku uzyskała mandat do Parlamentu Greckiego. 7 października 2009 powołano ją na urząd ministra rozwoju rolnictwa i żywności w gabinecie Jeoriosa Papandreu, z rządu odeszła 7 września 2010.